# وقت پرسش
وقت پرسش یک مجموعه تلویزیونی است که مجری آن بی‌بی‌سی بوده و در بریتانیا اجرا و پخش می‌شود. این مجموعه به مناظره اشخاص می‌پردازد. این برنامه بر پایه مجموعه سؤالی نیست؟ تولید شده‌است. برنامه وقت پرسش معمولاً از سه نفر از اعضای مختلف احزاب بریتانیا دعوت به عمل می‌آورد و سیاستمداران دعوت شده بایستی به پرسش مخاطبین پاسخ دهند. این برنامه از سال ۱۹۹۸ (میلادی) اجرا می‌شود.